# Michał z Wielunia
Michał z Wielunia (zm. 1487) – dziekan wydziału
sztuk Akademii Krakowskiej.
Był synem Michała, zapewne wieluńskiego mieszczanina. W 1466 r. zapisał się w grono studentów UJ. W 1470 r. uzyskał bakalaureat sztuk wyzwolonych a w 1474 r. uzyskał stopień magistra.
Przed 1481 r. został bakałarzem dekretów. W tym samym roku został dziekanem Wydziału Filozoficznego UJ.
Po uzyskaniu rocznego urlopu od prowadzenia zajęć dydaktycznych wiosną 1484 r. wyruszył wraz z Jerzym z Łańcuta, prezbiterem kościoła Panny Maryi w Krakowie i magistrem Mikołajem z Głogowa, kaznodzieją niemieckim na pielgrzymkę do Ziemi Świętej do Jerozolimy, aby złożyć hołd przy Grobie Chrystusa”.
Podróżnicy nigdy nie dotarli do celu. Na terenie Mołdawii zostali schwytani do niewoli tureckiej, co obaj kapłani Jerzy oraz Mikołaj, po opatrznościowym wykupieniu ich w Konstantynopolu przez Wenecjan, odczytali jako znak, by zawrócić do kraju. Jednak Michał z Wielunia nie poddał się i próbował samotnie dotrzeć do Palestyny. Niestety latem 1487 roku zmarł z wycieńczenia. Pochowali go zakonnicy joanniccy na wyspie Rodos.  